# Andorn
Der Andorn (Marrubium), Orant oder Mutterkraut ist eine Pflanzengattung in der Familie der Lippenblütler (Lamiaceae) mit 47 Arten. Sie besitzt eine vor allem eurasische und nordafrikanische Verbreitung.

## Beschreibung

### Vegetative Merkmale
Andorn-Arten sind ausdauernde krautige Pflanzen.

### Generative Merkmale
Deckblätter (Brakteolen) werden meist ausgebildet; sie sind am Grund herabgebogen und krümmen sich von dort aus nach oben.
Die zwittrigen Blüten sind zygomorph und fünfzählig mit doppelter Blütenhülle. Der Kelch ist schmal verkehrt-kegelförmig, meist von zehn Nerven durchzogen und läuft in fünf bis zehn Kelchzähne aus. Die Kelchröhre ist auf der Innenseite ihrer Öffnung dicht mit Trichomen besetzt. Die Krone ist zweilippig, die Oberlippe ist gerade und zweispaltig, die Unterlippe ist dreilappig. Die Kronröhre ist im Kelch eingeschlossen und kann auf der Innenseite einen unregelmäßigen Ring von Trichomen aufweisen. Die nicht über die Krone hinausragenden Staubblätter stehen parallel, das äußere Paar ist jedoch etwas länger.
Die Klausenfrucht zerfällt in an der Spitze gestutzte Klausen.

## Systematik und Verbreitung

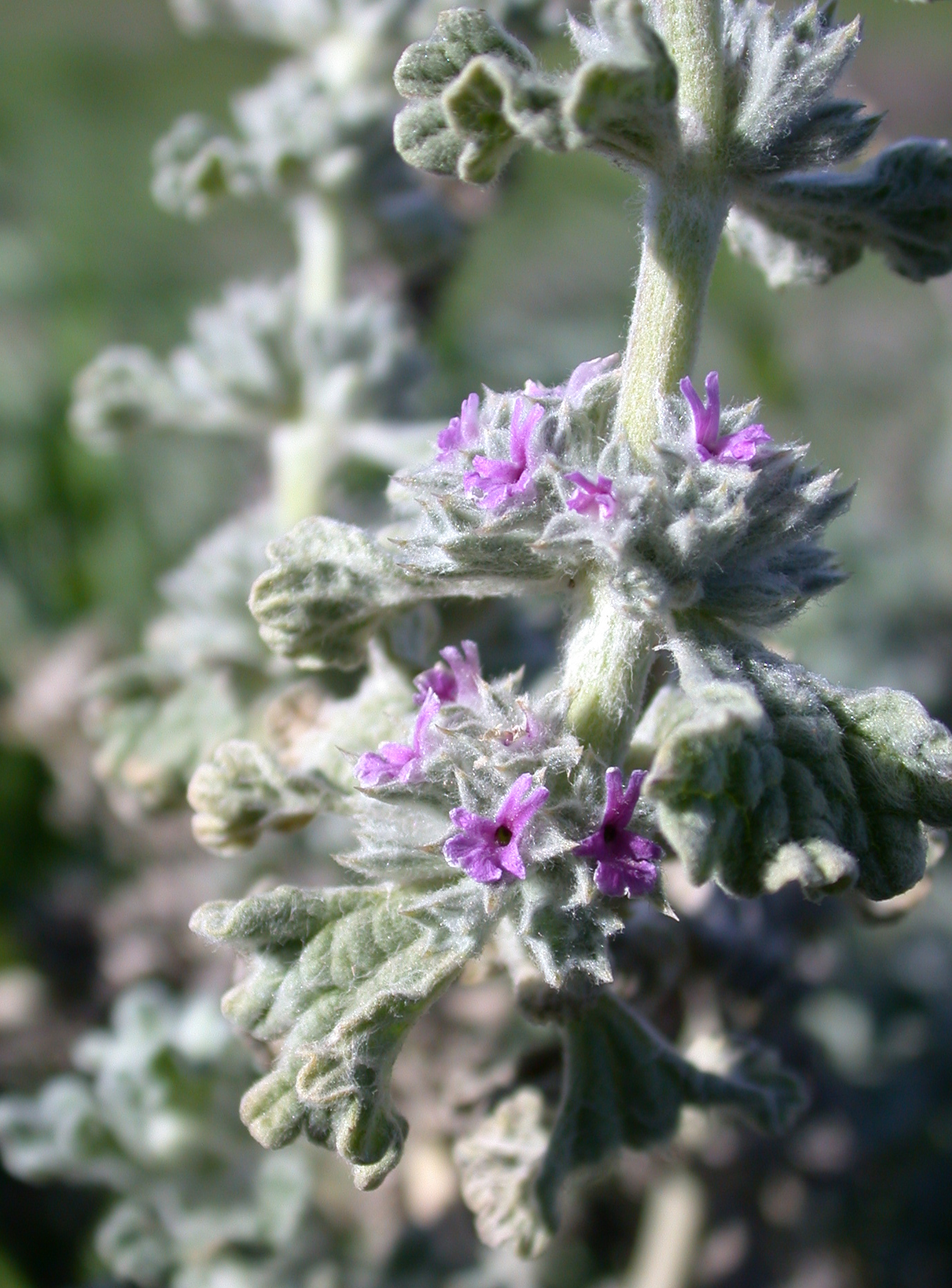
Marrubium alysson

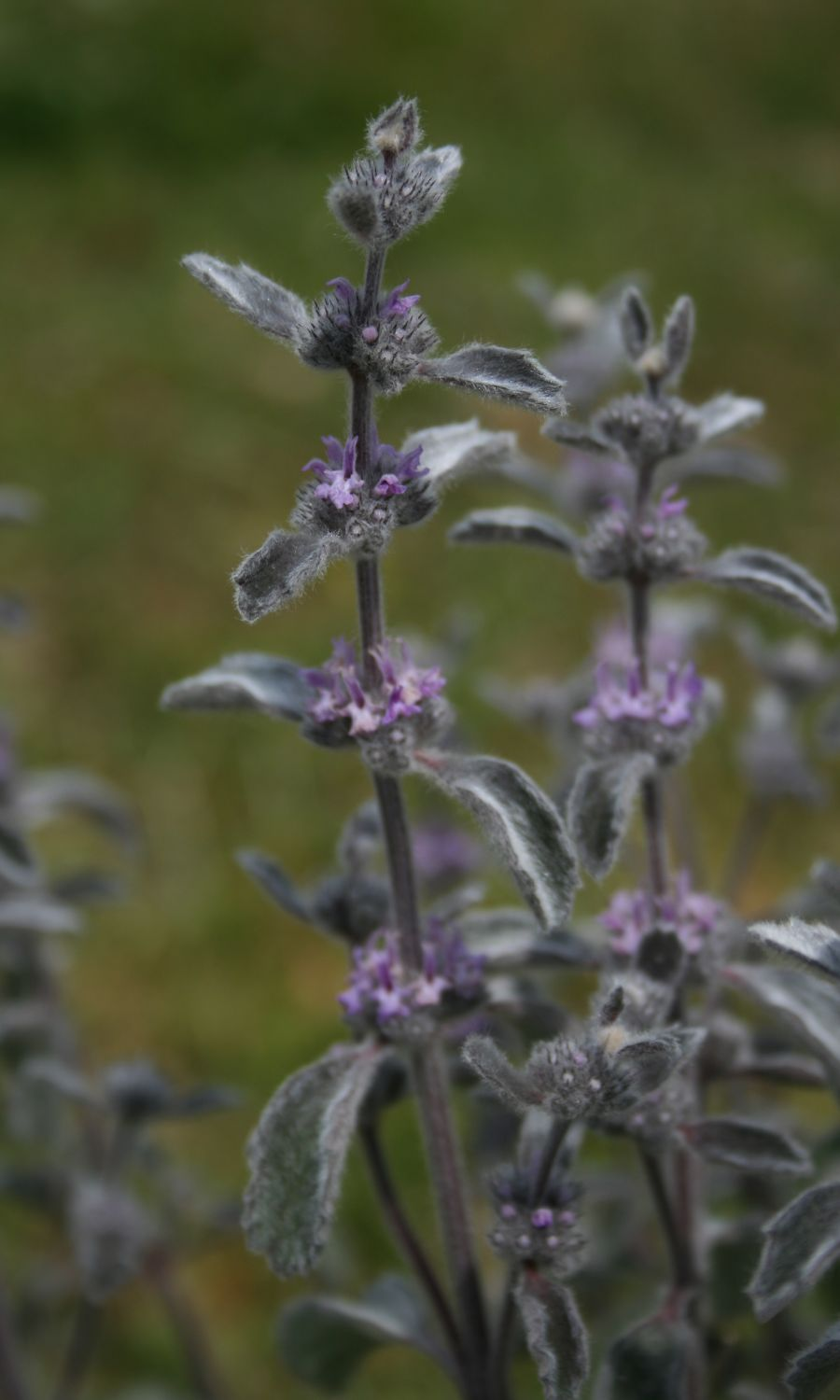
Marrubium astracanicum

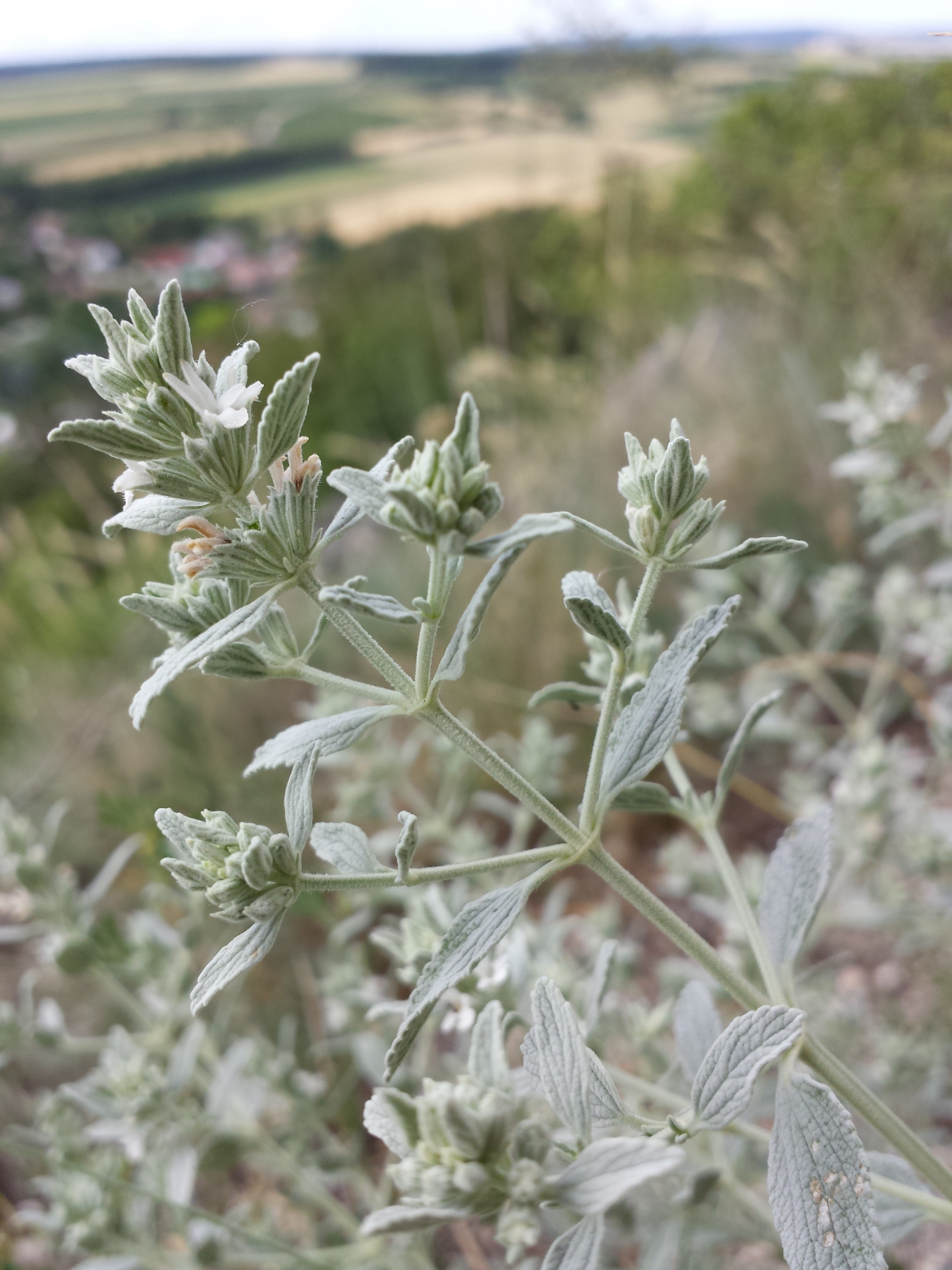
Ungarischer Andorn (Marrubium peregrinum)

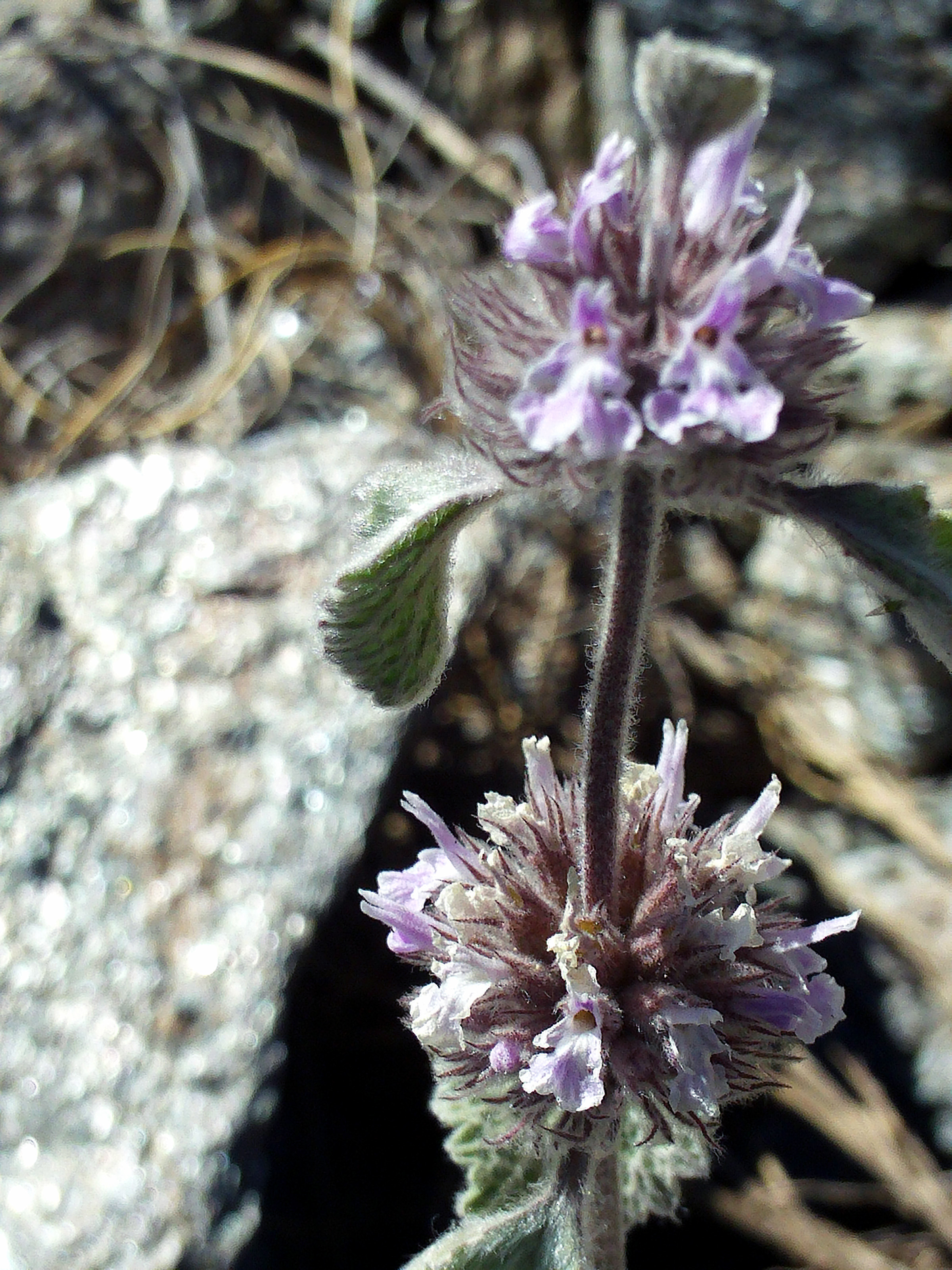
Marrubium supinum

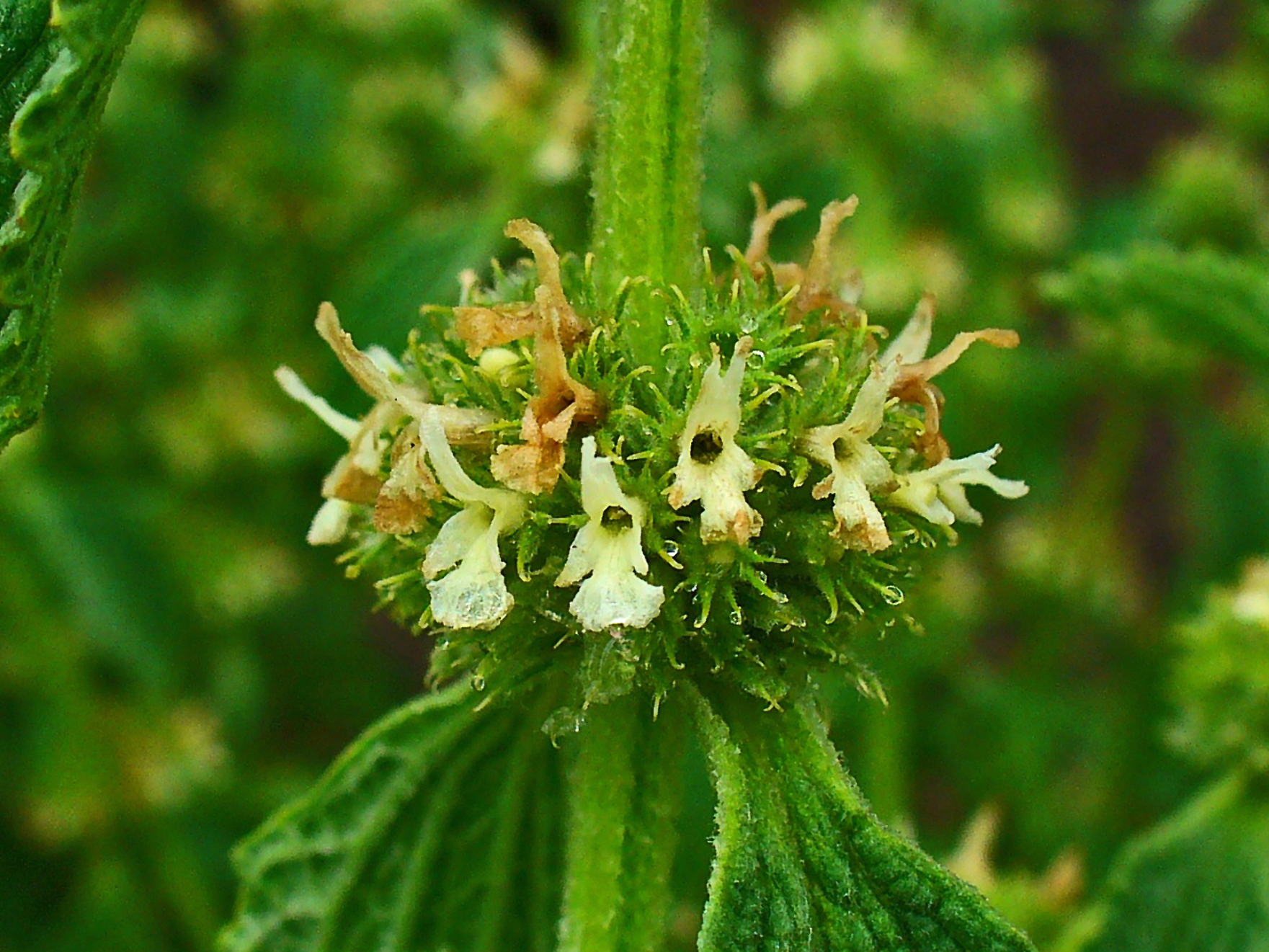
Gewöhnlicher Andorn (Marrubium vulgare)

Das natürliche Verbreitungsgebiet der Gattung reicht von den atlantischen Inseln über Mittel- und Südeuropa, Nordafrika und Vorderasien bis nach West-China und zum Himalaja. Marrubium vulgare, die am weitesten verbreitete Art, ist in Nordamerika, im südlichen Südamerika, auf Hawaii, in Neuseeland und in Neukaledonien eingebürgert.
Es gibt insgesamt 47 Arten:
In Europa kommen folgende elf bis zwölf Arten vor:
- Marrubium alysson L.: Das Verbreitungsgebiet umfasst Nordafrika, den Mittelmeerraum und Vorderasien.[2]
- Marrubium anisodon C.Koch (Syn.: Marrubium alternidens Rech. f.): Sie kommt von Albanien bis zum westlichen Himalaja vor.[2]
- Marrubium cylleneum Boiss. & Heldr. (Syn.: Marrubium velutinum Sm. subsp. cylleneum (Boiss. & Heldr.) Nyman): Die Heimat ist Griechenland und vielleicht auch Albanien.[2]
- Marrubium friwaldskyanum Boiss.: Die Heimat ist Bulgarien.[2]
- Marrubium incanum Desr.: Das Verbreitungsgebiet reicht von Sardinien bis Südosteuropa.[2]
- Marrubium leonuroides Desr.: Die Heimat ist die Halbinsel Krim und der Kaukasusraum.[2]
- Ungarischer Andorn (Marrubium peregrinum L.): Das Verbreitungsgebiet reicht vom östlichen Mitteleuropa bis zum Kaukasusraum.[2]
- Marrubium pestalozzae Boiss., ist vielleicht keine eigenständige Art, sondern zu Marrubium parviflorum zu rechnen. Sie kommt in Südost- und Osteuropa vor.
- Marrubium supinum L.: Die Heimat ist Spanien und Nordwestafrika.[2]
- Marrubium thessalum Boiss. & Heldr.: Die Heimat ist Albanien und das östliche Griechenland.[2]
- Marrubium velutinum Sm.: Die Heimat ist das nördliche und mittlere Griechenland.[2]
- Gewöhnlicher Andorn (Marrubium vulgare L.): Das Verbreitungsgebiet umfasst Europa, Nordafrika, Makaronesien und Asien. Außerdem kommt die Art weltweit als Neophyt vor.[2]

Folgende weitere Arten kommen nur in Nordwestafrika vor:
- Marrubium alyssoides Pomel: Sie kommt nur in Algerien und in Marokko vor.[2]
- Marrubium aschersonii Magnus: Sie kommt nur in Tunesien vor.[2]
- Marrubium atlanticum Batt.: Sie kommt nur in Marokko vor.[2]
- Marrubium ayardii Maire: Sie kommt nur in Marokko vor.[2]
- Marrubium echinatum Ball: Sie kommt nur in Marokko vor.[2]
- Marrubium fontianum Maire: Dieser Endemit kommt nur im westlichen Rif-Gebirge in Marokko vor.[2]
- Marrubium heterocladum Emb. & Maire: Dieser Endemit kommt nur im Rif-Gebirge in Marokko vor.[2]
- Marrubium litardierei Marmey: Sie kommt nur in Marokko vor.[2]
- Marrubium multibracteatum Humbert & Maire: Sie kommt in zwei Unterarten nur in Marokko vor:[2]
  - Marrubium multibracteatum subsp. ayachicum (Humbert) Dobignard
  - Marrubium multibracteatum subsp. multibracteatum
- Marrubium werneri Maire: Sie kommt nur in Marokko vor.[2]

Folgende weitere Arten kommen nur in Vorderasien vor:
- Marrubium astracanicum Jacq.: Es gibt zwei Unterarten:
  - Marrubium astracanicum subsp. astracanicum: Sie kommt in Anatolien, im Irak und im Iran vor.[2]
  - Marrubium astracanicum subsp. macrodon (Bornm.) P.H.Davis: Sie kommt in der südwestlichen und in der zentralen Türkei vor.[2]
- Marrubium bourgaei Boiss.: Es gibt zwei Unterarten, die beide in Südwest-Anatolien vorkommen.[2]
  - Marrubium bourgaei subsp. bourgaei[5][2]
  - Marrubium bourgaei subsp. caricum P.H.Davis[2]
- Marrubium catariifolium Desr.: Sie kommt im östlichen Anatolien, in Transkaukasien und im Kaukasusraum vor.[2]
- Marrubium cephalanthum Boiss. & Noë: Sie kommt in zwei Unterarten in der Türkei vor.[2]
  - Marrubium cephalanthum subsp. cephalanthum: Sie kommt in der zentralen Türkei vor.[2]
  - Marrubium cephalanthum subsp. montanum Akgül & Ketenoglu: Diese 2015 erstbeschriebene Unterart kommt in der Türkei vor.[2]
- Marrubium cordatum Nábelek: Sie kommt in Südost-Anatolien, im Irak und im westlichen Iran vor.[2]
- Marrubium crassidens Boiss.: Sie kommt in zwei Varietäten im nördlichen Irak und im Iran vor.[2]
- Marrubium cuneatum Banks & Sol.: Sie kommt in Ost-Anatolien, im nördlichen Irak, im Iran, in Palästina und in Syrien vor.[2]
- Marrubium depauperatum Boiss. & Balansa: Dieser Endemit kommt nur in der Provinz Kayseri in Zentral-Anatolien vor.[5][2]
- Marrubium duabense Murata: Sie kommt im nordöstlichen Iran und in Afghanistan vor.[2]
- Marrubium eriocephalum Seybold: Sie kommt nur im nördlichen Irak und in der südöstlichen Türkei vor.[2]
- Marrubium glechomifolium Freyn & Conrath: Sie kommt nur in Transkaukasien vor.[2]
- Marrubium globosum Montbret & Aucher ex Benth.: Es gibt drei Unterarten:
  - Marrubium globosum subsp. globosum: Sie kommt in der zentralen und in der südlichen Türkei vor.[2]
  - Marrubium globosum subsp. libanoticum (Boiss.) P.H.Davis: Sie kommt im Libanon vor.[2]
  - Marrubium globosum subsp. micranthum (Boiss. & Heldr.) P.H.Davis: Sie kommt in der Türkei vor.[2]
- Marrubium heterodon (Benth.) Boiss. & Balansa: Sie kommt nur vereinzelt in Süd- und selten in Nord-Anatolien vor.[5][2]
- Marrubium hierapolitanum Mouterde: Sie kommt nur in Syrien vor.[2]
- Marrubium lutescens Boiss. & Heldr.: Sie kommt nur von West- bis Zentral- und Süd-Anatolien vor.[5][2]
- Marrubium parviflorum Fisch. & C.A.Mey. (eventuell inkl. Marrubium pestalozzae Boiss.),[5]: Sie kommt im inneren Anatolien, in Transkaukasien und im Iran vor, Funde von der Balkan-Halbinsel sind unsicher.[2] Es gibt zwei Unterarten:
  - Marrubium parviflorum subsp. oligodon (Boiss.) Seybold: Sie kommt in der Türkei vor.[2]
  - Marrubium parviflorum subsp. parviflorum: Sie kommt von der zentralen Türkei bis zum Iran vor.[2]
- Marrubium persicum C.A.Mey.: Sie kommt im nordöstlichen Anatolien, in Transkaukasien und im nordwestlichen Iran vor.[2]
- Marrubium plumosum C.A.Mey.: Sie kommt im Kaukasusraum vor.[2]
- Marrubium procerum Bunge: Sie kommt nur im Iran vor.[2]
- Marrubium propinquum Fisch. & C.A.Mey.: Sie kommt nur in Transkaukasien und im Iran vor.[2]
- Marrubium rotundifolium Boiss.: Dieser Endemit kommt nur in West-Anatolien vor.[5][2]
- Marrubium sivasense Aytaç, Akgül & Ekici: Dieser 2012 erstbeschriebene Endemit kommt nur in der Provinz Sivas in Zentral-Anatolien vor.[3]
- Marrubium trachyticum Boiss.: Dieser 2012 erstbeschriebene Endemit kommt nur in Zentral-Anatolien vor.[5][2]
- Marrubium vanense Hub.-Mor.: Dieser Endemit kommt nur in der Provinz Van in Ost-Anatolien vor.[5][2]
- Marrubium vulcanicum Hub.-Mor.: Dieser Endemit kommt nur in der Provinz Ağrı in Ost-Anatolien vor.[5][2]
- Marrubium woronowii Popov: Sie kommt nur in Transkaukasien vor.[6][2]
- Marrubium yildirimlii Akgül & B.Selvi: Sie wurde 2015 erstbeschrieben und kommt in der Türkei vor.[2]

Folgende Naturhybriden wurden anerkannt:
- Marrubium ×bastetanum Coincy (= Marrubium supinum ×  Marrubium vulgare)
- Marrubium ×humbertii Emb. & Maire (= Marrubium ayardii ×  Marrubium multibracteatum)
- Marrubium ×paniculatum Desr. (= Marrubium peregrinum × Marrubium vulgare)